# Signum (varumärke)
Signum var Kooperativa Förbundets eget varumärke för basvaror. Varumärket utvecklades och lanserades under 1995 och blev tillgängligt över hela Sverige 1996. I ett inledande skede fanns 35 produkter under Signumvarumärket, men antalet ökade senare till flera hundra.
KF deltog i utvecklingen av varumärket. För den ursprungliga designen Brindfors Design med bland andra Hans Brindfors. MullenLowe Brindfors var därefter varumärkets reklambyrå.
När KF omorganiserade sin verksamhet inför skapandet av Coop Norden fördes Signum och de andra varumärkena över till Coop Sverige. I januari 2004 meddelade Coop Norden att varumärket Coop skulle bli koncernens gemensamma varumärke för egna varor som ligger kvalitetsmässigt nära marknadsledaren. Det nya Coop-varumärket ersatte Signum över tid.